# Тускулум
Тускулум (Tusculum) е град през древността и средновековието в Лацио (Latium), югоизточно от Рим в планината Албани (Monti Albani), наблизо до днешния град Фраскати. Името има етруски произход.
От 10 до 12 век Тускулум е столица на графството Тускулум. През ранното средновековие на върха на Тускуланския хълм построяват своя замък тускулумските графове – могъщо феодално семейство, което към края на X век фактически монополизира папския престол.

## Синове и дъщери на града
- Марк Порций Катон Стари (* 234 пр.н.е.; † 149 пр.н.е.), наречен Катон Стари, римски военачалник, историк, писател и държавник. [1]